# Hydrallmania plumulifera
Hydrallmania plumulifera är en nässeldjursart som först beskrevs av George James Allman 1877.  Hydrallmania plumulifera ingår i släktet Hydrallmania och familjen Sertulariidae. Inga underarter finns listade i Catalogue of Life.